# Tranums gamla kyrka

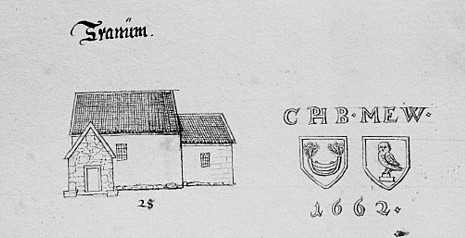
Tranums gamla kyrka med ätterna Bondes och Ugglas vapen. Från Peringskiölds monumenta.

Tranums gamla kyrka uppfördes på 1200-talet och omnämns första gången i handlingarna år 1475.  Byggnaden raserades år 1873 när Tranums nya kyrka uppfördes några kilometer därifrån.  

## Kyrkobyggnaden
Den ursprungliga kyrkan bestod av ett rektangulärt långhus med ett lägre rakslutet kor i öst. Till byggmaterial i murar har använts gråsten. Ingången fanns i södra muren nära västra gaveln. Överdelen av en spetsbågig romansk fönsteromfattning av sandsten finns bevarad vid den nya kyrkan. Byggnaden håller samma plan som de i trakten förekommande sandstenskyrkor, men av byggmaterialet att döma måste den dateras senare, till slutet av 1100-talet eller 1200-talets början.
Framför portalen i söder uppfördes ett vapenhus förmodligen redan under medeltiden, samt en sakristia intill koret.
År 1693 revs det gamla koret och byggnaden förlängdes i öst utan markerat kor. Även sakristian nedbröts, men planen att uppföra en ny förverkligades aldrig. Större fönster bröts upp och taket blev avvalmat i öst och väst. 
Vid 1800-talets mitt beskrivs byggnaden vara i förfallande skick. Särskilt det utbyggda partiet. För att undvika att murarna rasade sammanbands de med järnband.

## Kyrkogården
Kyrkbalken utgjordes ursprungligen av ett träplank fram till 1773 då man ersatte detta med en kallmur. Ingången var genom ett murat portvalv av gråsten. Vid mitten av 1700-talet planterades träd kring kyrkogården som gav en viss inkomst vid försäljning av oxelbär. På 1600-talet fanns en klockstapel av öppen konstruktion nordväst om kyrkan. År 1735 ersattes den av en ny stapel. I klockstapeln hängde två klockor. Den äldre och mindre klockan hade en inskrift som antydde att den var tillverkad år 1574. Denna klocka såldes vid kyrkans raserande. Den större klockan var gjuten i Skara 1775.
 

Endast några få gravstenar finns idag på ödekyrkogården. Av betydelse är ett enkelt kalkstenskors med initialerna BTS, samt en dubbelgavel med rikare dekoration. Båda förmodas vara från 1700-talet. På den plats kyrkan varit uppförd finns en minnessten med inskriften HÄR STOD TRANUMS KYRKA TILL 1873. Även ett högt träkors är i senare tid rest inne på området.     

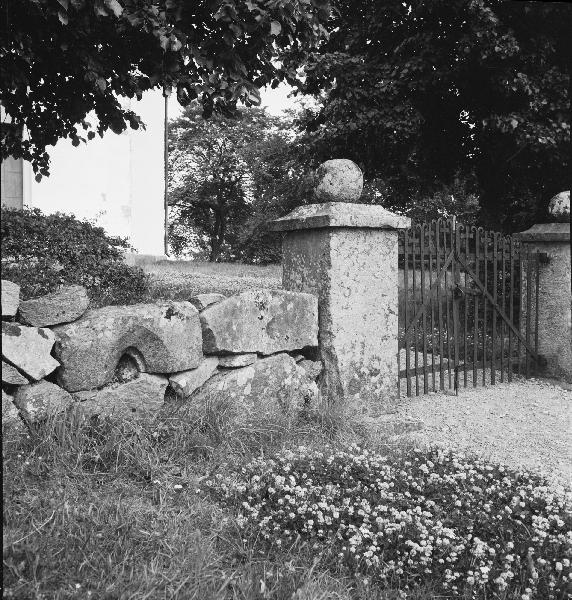
Nuvarande kyrkogårdsentré, med rest av fönster i muren.
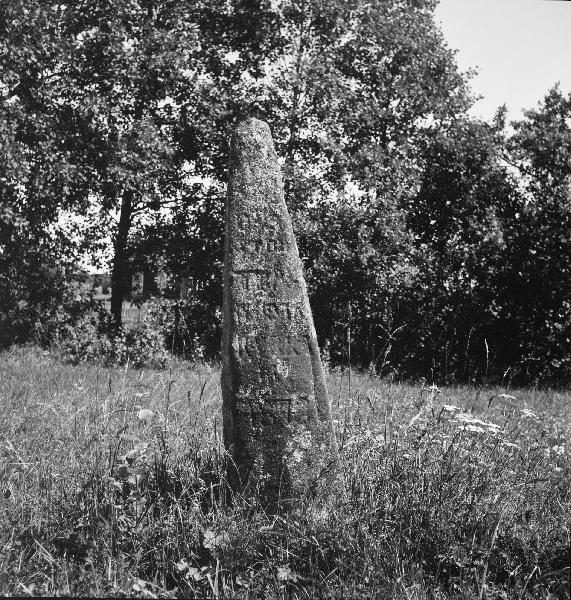
Minnessten
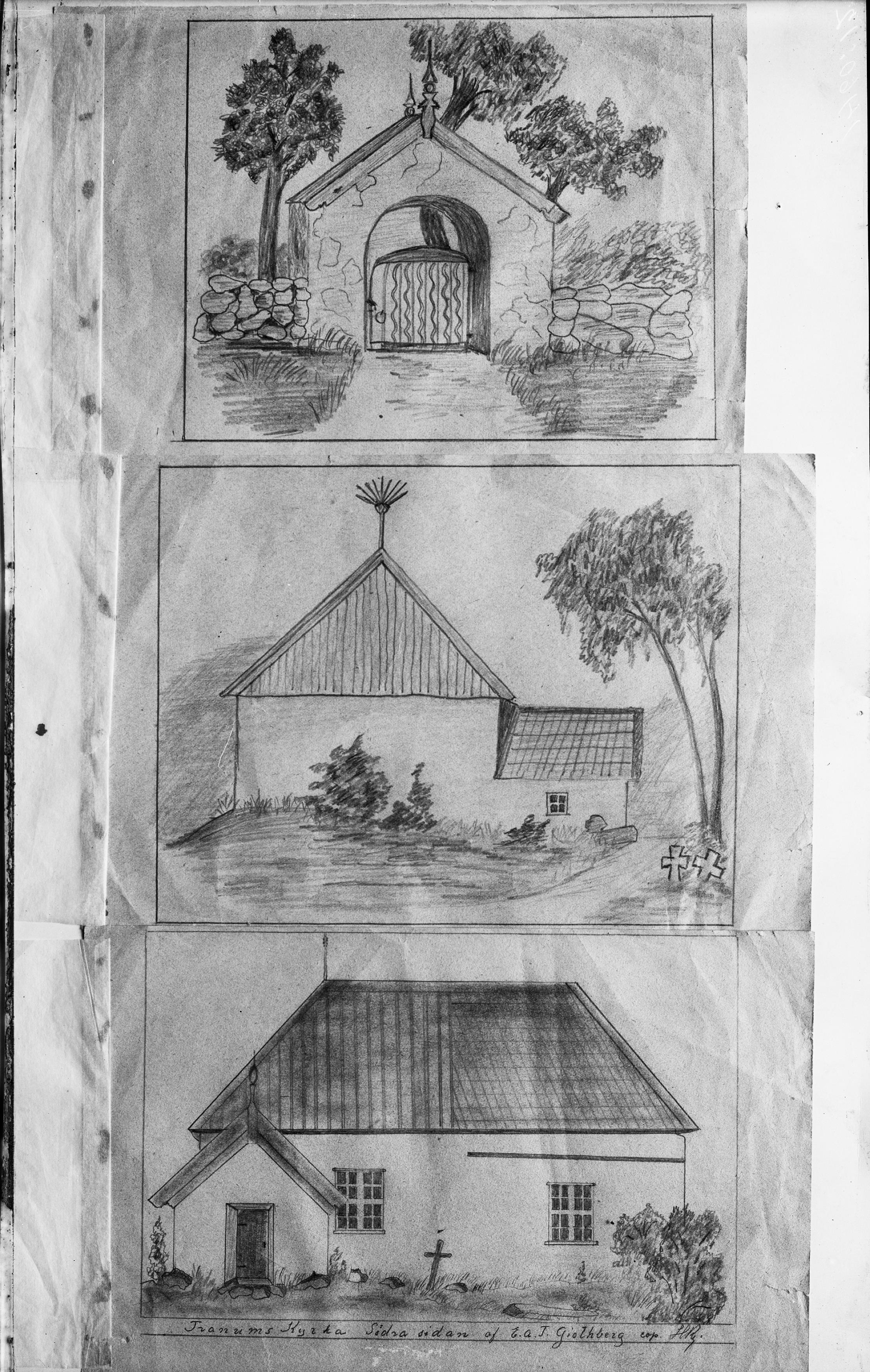
Tranum rivna kyrka, stiglucka etc. Teckning av Hilda Kjellberg.
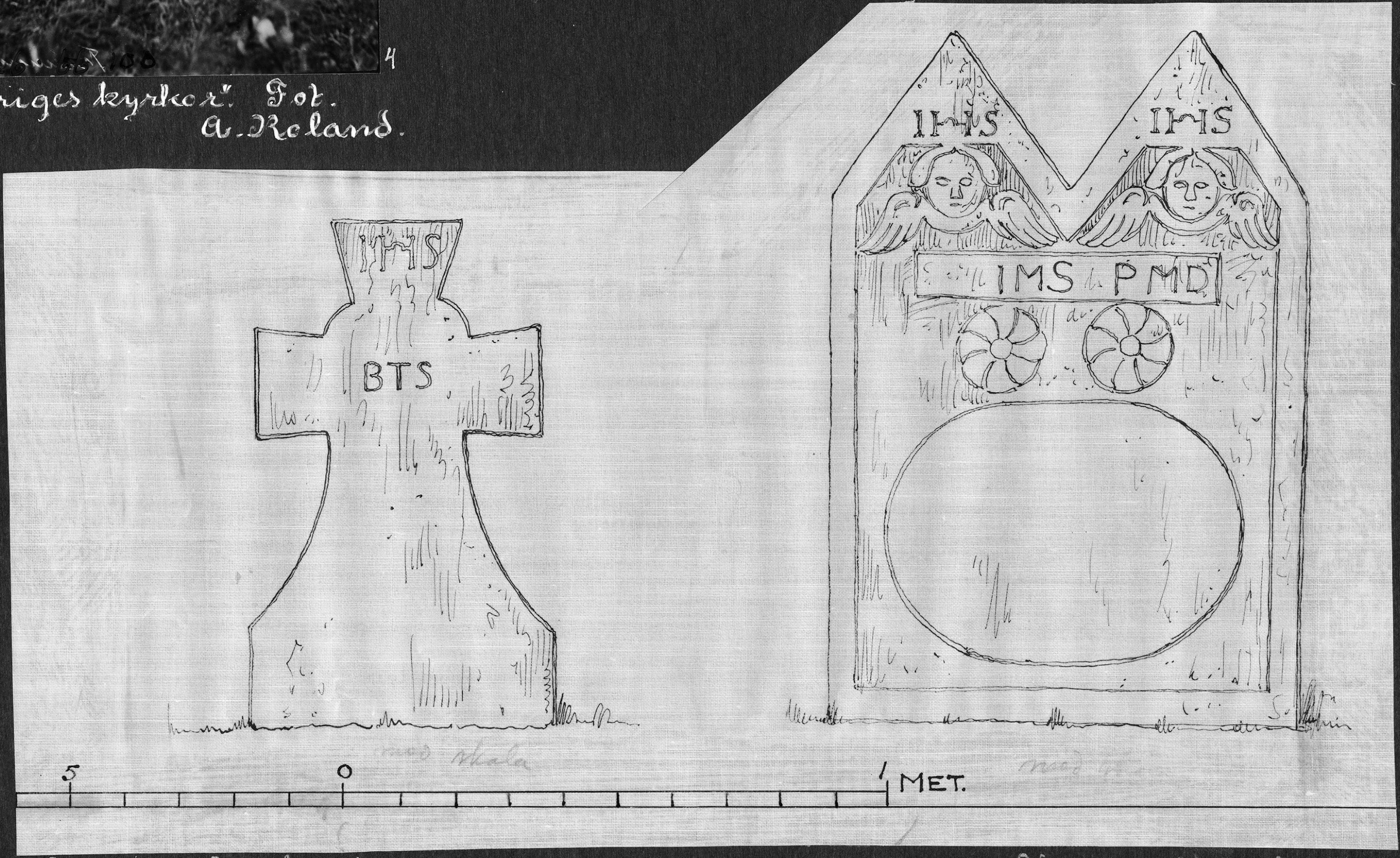
Stenar på ödekyrkogården. Dokumenterade av Anders Roland.
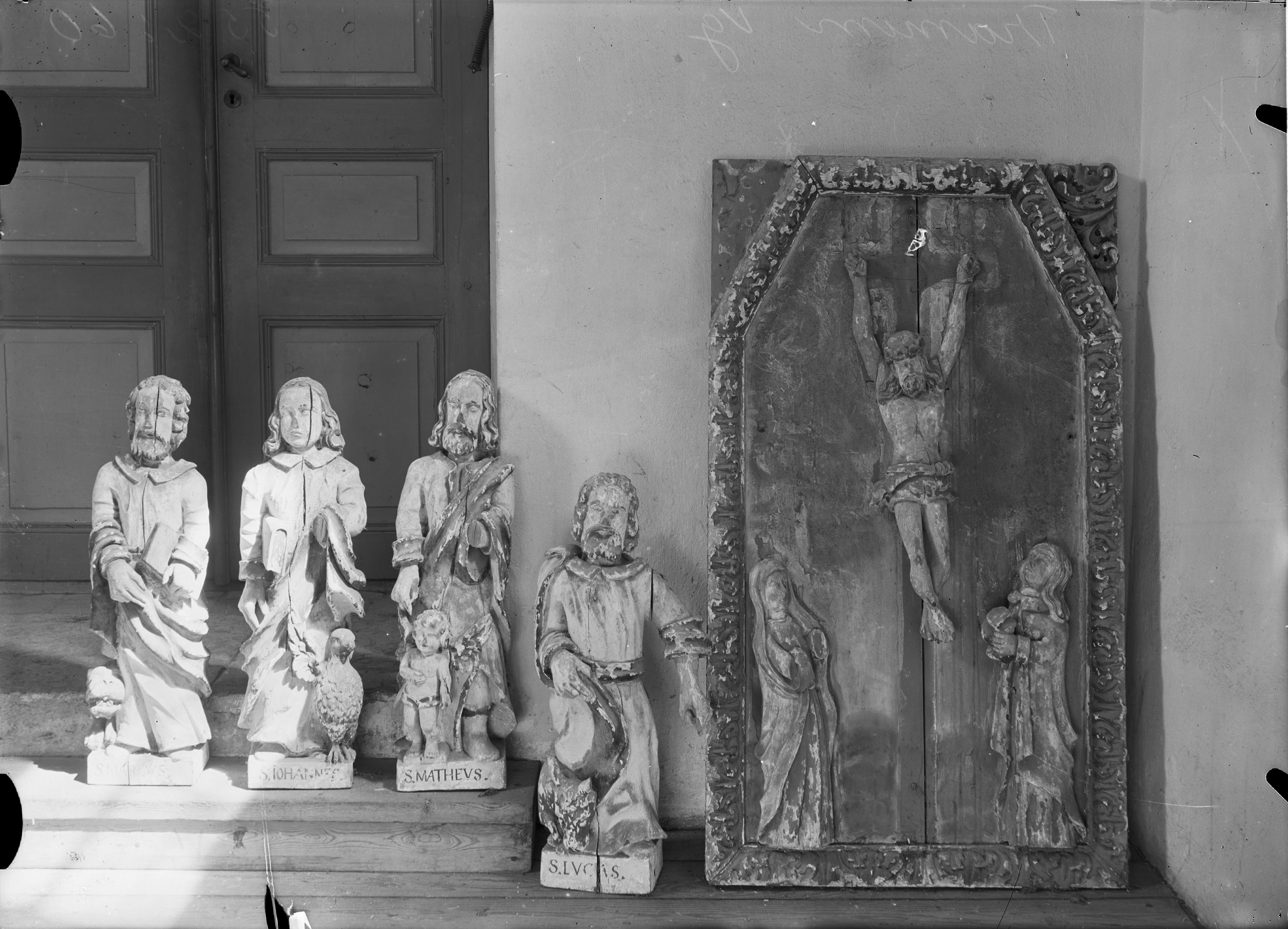
Rester av altarprydnad från 1702.